# 베르나르 데스파냐

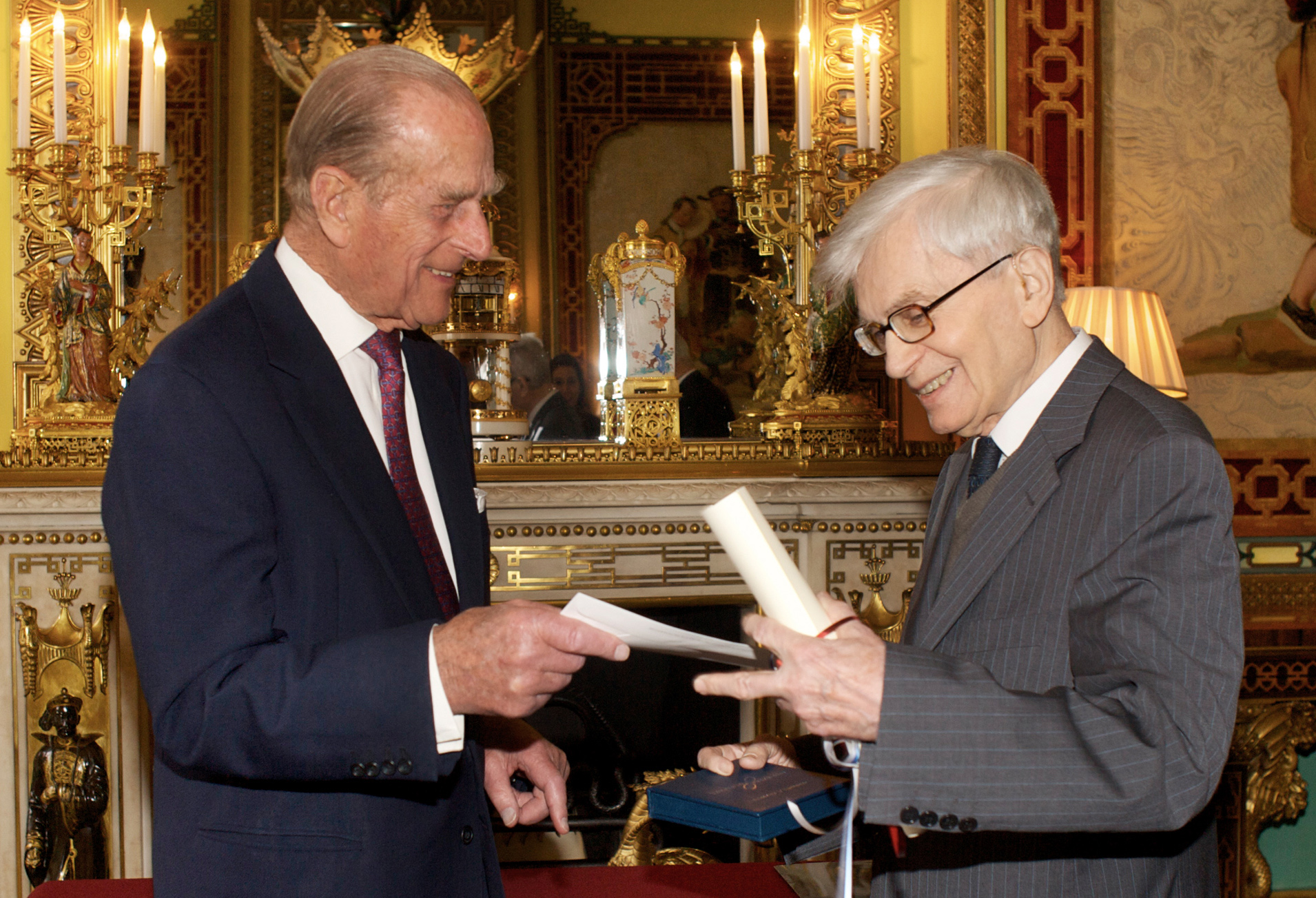
베르나르 데스파냐가 영국 버킹엄궁에서 에든버러 공작 필립으로부터 템플턴상 메달을 받고 있는 모습 (2009년 촬영)

베르나르 데스파냐(프랑스어: Bernard d'Espagnat, 1921년 8월 22일 ~ 2015년 8월 1일)는 프랑스의 물리학자, 철학자이다.

## 생애
1939년에 에콜 폴리테크니크에 입학하려는 계획을 세웠지만 제2차 세계 대전이 발발하면서 성사되지 않았다. 파리 대학교 산하 앙리 푸앵카르 연구소에서 루이 드 브로이의 가르침을 받으면서 박사 학위를 취득했고 1947년부터 1957년까지 프랑스 국립과학연구센터에서 연구원으로 근무했다. 1951년부터 1952년까지 미국 시카고에서 엔리코 페르미의 연구 프로젝트에 참여했고 1953년부터 1954년까지 덴마크 코펜하겐에서 닐스 보어의 연구 계획에 참여했다.
1959년부터 1987년에 은퇴할 때까지 소르본 대학교 과학대학에서 선임 강사로 근무했고 1980년부터 1987년까지 파리 제11대학교 산하 이론 물리 기초 입자 연구소의 소장을 역임했다. 1977년에는 미국 텍사스 대학교 오스틴의 초빙 교수로 재직했고 1984년에는 캘리포니아 대학교 샌타바버라의 초빙 교수로 재직했다. 또한 유럽 입자 물리 연구소·프랑스 학사원·프랑스 국립과학연구센터 회원으로도 활동했다.
도르 세대학 이론물리학 연구소장을 지낸 베르나르 데스파냐 교수는 양자 역학을 발전시키면서 양자 역학에 대해 철학적 질문을 탐구하여 양자 역학의 개념적 토대를 세운 세계적 권위자 중의 한 사람으로서 "양자 역학이 우리의 인식 바깥에 존재하는 '가려진 실재'에 대해 그저 엿볼 수 있게만 해줄 뿐 완전히 설명해주지 못한다"는 '가려진 실재'(veiled reality)가 대표적 연구 업적이다.
2009년에는 종교계의 노벨상이라 불리는 템플턴상을 수상했으며 이 상을 주관했던 존 템플턴 재단은 베르나르 데스파냐에 대해 "생명체의 영적 수준을 확인한 연구 업적을 인정받았다"고 했다. 벨 부등식으로 알려진 존 스튜어트 벨의 친구 관계이다.

## 저서
- 『실재를 찾아서, 어느 물리학자의 시선』
- 『과학과 지식의 목적에 대한 사유』
- 『베일에 싸인 실재』 등
- 2002년 『운디네와 지식의 불』